# Kenan Durmuşoğlu
Kenan Durmuşoğlu (İzmir, 9 april 1973) is een Turks-Nederlands voormalig voetballer en huidig voetbaltrainer.
Durmuşoğlu werd geboren in Turkije maar kwam al op een leeftijd van anderhalve maand naar Nederland. Hij begon in de jeugd bij SC Rijssen en brak door bij Heracles. Een transfer naar AZ was in eerste instantie een succes maar later viel hij uit de gratie en werd hij verhuurd. Ook bij Cambuur Leeuwarden had hij hierna nog succes. Na kort in Duitsland gespeeld te hebben, besloot hij zijn loopbaan in de Hoofdklasse.
Durmuşoğlu behaalde zijn trainersdiploma's en trainde jeugdelftallen. Hiernaast was hij facilitair medewerker bij Siemens en pedagogische medewerker op een school in Hengelo. Vanaf de zomer van 2010, wanneer hij stopt met voetballen, gaat hij het eerste elftal van WVV Wierden trainen. Na de fusie van WVV Wierden met SV Omhoog wordt Durmuşoğlu trainer van de fusieclub Juventa '12. Vanaf het seizoen 2015/16 trainde hij AVC Luctor et Emergo. In 2018 ging hij aan de slag bij DOS'37, een zaterdag 1e klasser uit Vriezenveen.  Na 2 seizoenen hield hij het voor gezien en ging aan de slag bij KHC uit Kampen.